# Opća teorija relativnosti
Opća relativnost ili opća teorija relativnosti (OTR) fizikalna je teorija koju je Albert Einstein objavio u članku Osnove opće teorije relativnosti (njem. Die Grundlage der allgemeinen Relativitätstheorie), 20. ožujka 1916. godine u Annalen der Physik. Ova teorija predstavlja relativističko poopćenje Newtonove teorije gravitacije koju je Albert Einstein objavio u članku Osnove opće teorije relativnosti 1915. godine u Annalen der Physik.Albert Einstein: Die Grundlage der allgemeinen Relativitätstheorie. U: Annalen der Physik. 49, 1916., S. 769–822 (Faksimil  Arhivirana inačica izvorne stranice od 23. kolovoza 2006. (Wayback Machine), PDF)O'Connor, J.J. and E.F. Robertson (1996), "General relativity". Mathematical Physics index, School of Mathematics and Statistics, University of St. Andrews, Scotland, May, 1996. Retrieved 2015-02-04. Teorija predstavlja relativističko poopćenje specijalne relativnosti i Newtonove teorije gravitacije. Ona pruža ujedinjeni opis gravitacije kao geometrijskog svojstva prostora i vremena, ili prostor-vremena. Specifično, zakrivljenost prostor-vremena je direktno povezana s energijom i momentom neovisno od toga koja materija i radijacija su prisutne. Odnos je specificiran u Einsteinovim jednadžbama polja, sistemu parcijalnih diferencijalnih jednadžbi.
Neka od predviđanja opće relativnosti se znatno razlikuju od klasično fizičkih stavova, posebno u pogledu protoka vremena, geometrije prostora, kretanja tijela pri slobodnom padu, i prostiranja svjetlosti. Primjeri tih razlika obuhvaćaju gravitacijsku dilaciju vremena, Gravitacijske leće, gravitacijski crveni pomak svjetlosti, i gravitacijsko vremensko kašnjenje. Predviđanja teorije opće relativnosti su do sad bila potvrđena u svim opažanjima i eksperimentima. Iako opća relativnost nije jedina relativistička teorija gravitacije, ona je najjednostavnija teorija koja je konzistentna s eksperimentalnim podacima. Međutim, pitanja bez odgovora ostaju, najfundamentalnije od kojih je usuglašavanje opće relativnosti sa zakonima kvantne fizike kojim bi se proizvela kompletna i usuglašena teorija kvantne gravitacije.
Einsteinova teorija ima važne astrofizičke implikacije. Na primjer, iz nje proistječe mogućnost postojanja crnih rupa — prostornih regija u kojima su prostor i vrijeme zakrivljeni na takav način da ništa, čak ni svjetlost, ne može pobjeći — kao krajnjeg stadija masivnih zvijezda. Postoji obilje dokaza da je intenzivna radijacija koju emitiraju pojedine vrste astronomskih objekata uzrokovana crnim rupama; na primjer, mikrokvazari i aktivna galaktika jezgra su rezultat prisustva zvjezdanih crnih rupa i crnih rupa daleko masivnijeg tipa, respektivno. Savijanje svjetlosti djelovanjem gravitacije može dovesti do fenomena gravitacijske leće, zbog kojeg su višestruke slike istog udaljenog astronomskog objekta vidljive na nebu. Opća relativnost također predviđa postojanje gravitacijskih valova, koji su indirektno uočeni; direktna mjerenja su cilj projekata kao što su LIGO ((engl.) Laser Interferometer Gravitational-Wave Observatory) i NASA/ESA ((engl.) Laser Interferometer Space Antenna) i raznih nizova za pulsarske vremenske proračune. Pored toga, opća relativnost je osnova današnjih kozmoloških modela konzistentno ekspandirajućeg svemira.

## Postulati i struktura teorije
Za razliku od klasičnog, Newtonovog opisa gravitacije kao sile koja se javlja među masivnim tijelima na pozadini apsolutnog prostor-vremena, u OTR ulogu gravitacije uzima samo prostor-vrijeme. Njega sada opisujemo pomoću metričkog tenzora ({\displaystyle g_{\mu \nu }}) koji je rješenje Einsteinovih jednadžbi polja:
{\displaystyle R_{\mu \nu }-{\tfrac {1}{2}}R\,g_{\mu \nu }+\Lambda g_{\mu \nu }={\frac {8\pi G}{c^{4}}}T_{\mu \nu }}
gdje je {\displaystyle R_{\mu \nu }} Riccijev tenzor, {\displaystyle R} Riccijev skalar, a {\displaystyle T_{\mu \nu }} tenzor energije-impulsa. Konstante u jednadžbi su {\displaystyle c}, brzina svjetlosti i {\displaystyle G}, gravitacijska konstanta. Utjecaj gravitacije na čestice definiran je zakrivljenošću prostor-vremena (tj. njegovom geometrijom) koju definiraju mase i sva fizikalna polja (osim gravitacijskog).

## Vanjske poveznice
- Web courseware Povijest fizike  Arhivirana inačica izvorne stranice od 2. kolovoza 2012. (Wayback Machine)